# دمنتور
الدمنتور ديمينتور، ديمنتور (الجمع: دمنتورات، ديمينتورات، ديمنتورات) (بالإنكليزية: Dementor) مخلوق خيالي في سلسلة هاري بوتر للمؤلفة البريطانية ج. ك. رولنغ يقوم بحراسة سجن أزكابان، ويتجول دائمًا بشكل جماعات. الدمنتورات كائنات شبحية تتغذى على الذكريات السعيدة للبشر، وتجبرهم على استعادة أسوأ ذكرياتهم بالمقابل. كما يمكنها في حالات خاصة أن تنتزع منهم أرواحهم عن طريق تقبيلهم، فتترك الجسد فارغًا من الروح.
في الكتاب الخامس هاري بوتر وجماعة العنقاء تمردت الدمنتورات على وزارة السحر فتركت مهمتها في حراسة سجن أزكابان لتنضم إلى لورد فولدمورت.

## تاريخ الدمنتورات في السلسلة
ظهرت الدمنتورات لأول مرة في السلسلة عام 1993  عندما هرب سيريوس بلاك من سجن أزكابان واعتقد المجتمع السحري أنه هرب ليقتل هاري بوتر، فأرسلت وزارة السحر الدمنتورات التي تحرس سجن أزكابان لحراسة هوجوورتس وهوجسميد في محاولة لحصار سيريوس بلاك ومنعه من إلحاق الأذى بهاري بوتر إلى أن تقبض عليه الوزارة. والتقى بها هاري بوتر لأول مرة في قطار هوغوورتس السريع.
فيما بعد، انجذبت الدمنتورات التي تحرس هوغوورتس إلى الزحام في مباراة الكويدتش بين جريفندور وهافلباف، فأثر حضورها بشدة على هاري بوتر وتسبب في سقوطه من على مكنسته وخسارته أمام سيدريك ديغوري، بعدها حاول ألباس دمبلدور إبعادها عن المدرسة، وعلم ريموس لوبين هاري بوتر تعويذة الحامي (إكسبكتو باترونام ) التي تمتلك القدرة على صد هجوم الدمنتورات ومنعها من إيذاء ضحاياها البشرية.
ظهرت الديمنتورات في الجزء الرابع من السلسلة أيضاً (هاري بوتر وكأس النار) حيث قامت بحراسة حجرات المحاكمة في وزارة السحر.
و تظهر الديمتورات في الجزء الخامس من السلسلة (هاري بوتر وجماعة العنقاء) كذلك حيث يقوم ديمنتوران بالهجوم على هاري بوتر و ابن خالته ددلي و يظن معظم شخصيات السلسلة أن الديمنتورات قد خرجت عن سيطرة الوزارة و أعطت ولاءها للورد فولدمورت، يتضح في النهاية أن دولوريس أمبريدج - موظفة من الوزارة - هي التي أمرت بالهجوم على هاري بوتر من قبل الديمنتورات.
و تظهر في الجزء السادس من السلسلة (هاري بوتر والأمير الهجين) حيث يذكر وزير السحر كورنيليوس فودج لرئيس وزراء العامة أن الديمنتورات قد خرجت عن سيطرة الوزارة و أنها تبعت سيطرة فولدمورت، و أن سبب الضباب الذي خيم على بريطانيا في هذا الوقت أنهم يتوالدون.
و تظهر في الجزء الأخير من السلسلة (هاري بوتر ومقدسات الموت) حيث تعود لدورها في حراسة قاعات المحاكمة، لكنها تعمل أيضاً لصالح فولدمورت حيث تحرس قرية هوغسميد لصالح آكلي الموت.
في العادة تتواجد الدمنتورات داخل سجن أزكابان وتقوم بحراسة السجناء ومنعهم من الهرب خارجه.
و كما ذكر من قبل، ففي بداية السلسلة كانت الدمنتورات تحت سيطرة وزارة السحر، لكن في الأجزاء الأخيرة منها تمردت عليها وأصبحت تابعة لسيد الظلام لورد فولدمورت وتحت إمرته.

## وصفها
هو مخلوق طيفي يعيش في الظلام وهو أحد الوحوش الحارسة لسجن أزكابان وهي مفزعة فهي التي تسلب الذكريات السعيدة من عقل الإنسان وتلقي بالذكريات السيئة حتى يشعرون بالهرع والجنون والرهاب

## ظهورها في السلسلة
ظهرت الدمنتورات بكثرة في الجزء الثالث من السلسلة هاري بوتر وسجين أزكابان، حيث كانت تطارد وتبحث عن سيريوس بلاك
بداية في قطار هوجوورتس السريع وهي تبحث بين المسافرين عن القاتل المزعوم، إلى الملعب أثناء لعب مباريات الكويدتش، إلى البحيرة وبحثها الدءوب عن سيريوس بلاك.
أيضا ظهرت في الأجزاء اللاحقة لكن بصورة أقل من الجزء الثالث.

## هوامش
1. ↑  رولنغ، ج. ك. هاري بوتر وسجين أزكابان. 1999. بلومزبري